# Свети-Юре
Свети-Юре (в переводе Святой Георгий) — самая высокая вершина в горах Биоково в Хорватии высотой 1762 метров над уровнем моря. Названа в честь святого Георгия.
Горы находятся в жупании Сплитско-Далматинска к северу от города Макарска на Динарском нагорье в природном парке Биоково. До вершины можно добраться по платной дороге длиной 23 км, берущей начало над Подгорой.
На вершине установлена телевизионная башня высотой 90 м. Ниже неё была построена часовня. Также здесь находится горный дом Pod Sv. Jurom, принадлежащий природному парку Биоково. В ясную погоду с вершины можно наблюдать горы Гран-Сассо-д’Италия в Италии.